# J. S. Coke Building
Le J. S. Coke Building – ou American Building – est un bâtiment commercial américain situé à Coos Bay, dans le comté de Coos, dans l'Oregon. Construit en 1910, il est inscrit au Registre national des lieux historiques depuis le 20 février 1991.